# Condado de Carleton
El condado de Carleton  (en inglés, Carleton County; en francés Comté de Carleton) es un condado canadiense en Nuevo Brunswick formado en 1833 cuando se independizó del condado de York. Tiene una población aproximada de 27.019 habitantes y una superficie de 3311,99 km². 
El condado está situado al oeste de Nuevo Brunswick y limita al oeste con el estado de Maine; al sur, el Condado de York; al norte, el Condado de Victoria y está dividido en dos por el río San Juan. Su principal industria es la patata. La localidad de Hartland alberga el puente más largo del mundo y el condado es conocido por su peculiar dialecto, hay hasta un diccionario con palabras de la región: www.dooryard.ca

## Localidades del condado

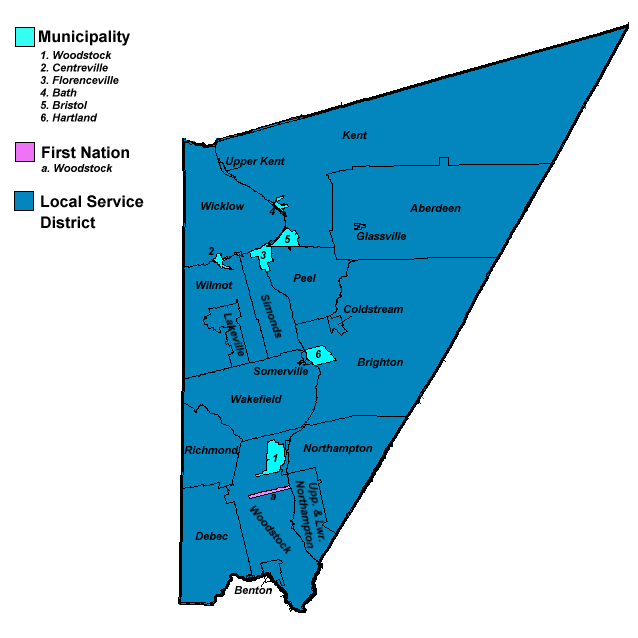
Mapa de los municipios del Condado de Carleton.

- Woodstock (Sede de condado) (5.198)
- Florenceville-Bristol (1.664)
- Hartland (902)
- Bath (592)
- Centreville (535)